# Червонкі (Вармінсько-Мазурське воєводство)
Червонкі (пол. Czerwonki, нім. Czerwanken; 1938-45: Rotenfelde) — село в Польщі, у гміні Мронгово Мронґовського повіту Вармінсько-Мазурського воєводства.
Населення — 82 особи (2011).

## Демографія
Демографічна структура станом на 31 березня 2011 року:
|          | Загалом | Допрацездатний вік | Працездатний вік | Постпрацездатний вік |
| -------- | ------- | ------------------ | ---------------- | -------------------- |
| Чоловіки | 43      | 8                  | 32               | 3                    |
| Жінки    | 39      | 8                  | 23               | 8                    |
| Разом    | 82      | 16                 | 55               | 11                   |